# Ikuo Macumoto
Ikuo Macumoto (* 3. listopad 1941) je bývalý japonský fotbalista.

## Reprezentace
Ikuo Macumoto odehrál 11 reprezentačních utkání. S japonskou reprezentací se zúčastnil letních olympijských her 1968.

## Statistiky
| Japonsko | Japonsko | Japonsko |
| Roky     | Záp.     | Góly     |
| -------- | -------- | -------- |
| 1966     | 4        | 1        |
| 1967     | 3        | 0        |
| 1968     | 2        | 0        |
| 1969     | 2        | 0        |
| Celkem   | 11       | 1        |